# Nekrolog 1631
Nekrolog
◄◄
| ◄
| 1627
| 1628
| 1629
| 1630
| 1631 | 1632 | 1633 | 1634 | 1635 | ► | ►►
Weitere Ereignisse | Allgemeiner Nekrolog 1631
Die Beschreibung der verstorbenen Person sollte so kurz wie möglich gehalten sein und nur deren signifikante Tätigkeit(en) enthalten.
Neue Namen ggf. auch unter dem Geburts- und Sterbedatum, also etwa unter 1. Januar und im Geburts- und Sterbejahr (2024) eintragen (nur bei entsprechender großer Wichtigkeit). Für Beispiele siehe die schon vorhandenen Artikel.
Außerdem über die fünf zuletzt Verstorbenen, zu denen es einen ausreichend guten Artikel für eine Präsentation auf der Hauptseite gibt, nach der todesbedingten Überarbeitung der Artikel ggf. auch unter Wikipedia Diskussion:Hauptseite informieren und sie am besten auch in den anderen Wikipedia-Sprachversionen eintragen. Tipp: Regelmäßig bei news.google.de nach „ist tot“, „gestorben“ oder „verstorben“ suchen.
Wenn eine Person gestorben ist, gibt es viele Seiten zu dieser Person in der Wikipedia, die davon auch betroffen sind und entsprechend aktualisiert werden müssen. Beispiele: Namenübersichtsseite, Geburtsjahr, Geburtsort-Seiten und viele mehr.
Wie finde ich die betroffenen Seiten?
Im Suchfeld auf der linken Seite gibt man den Suchbegriff so ein: „Vorname Nachname“. Dann klickt man auf Volltext und alle Seiten mit entsprechendem Suchtext werden aufgerufen. Hier sieht man dann schnell, wo auch das Todesjahr Sinn macht oder sogar ein Teil des Artikels angepasst werden muss. Auch hilft das „Werkzeug“ auf der linken Seite sehr gut, um solche Seiten aufzufinden: „Links auf diese Seite“. Somit ist die Wikipedia wieder aktuell in allen Bereichen! Hinweis: bei Eintragung der Kategorie „Gestorben JAHR“ wird der Missbrauchsfilter 49 ausgelöst, was jedoch nicht schlimm ist. Siehe: Spezial:Missbrauchsfilter/49
Dies ist eine Liste von im Jahr 1631 verstorbenen bekannten Persönlichkeiten. Die Einträge erfolgen innerhalb der einzelnen Daten alphabetisch sortiert. Tiere sind im Nekrolog für Tiere zu finden.

## Januar
| Tag        | Name                                        | Beruf, bekannt als                                                   | Alter | Beleg |
| ---------- | ------------------------------------------- | -------------------------------------------------------------------- | ----- | ----- |
| 1. Januar  | Thomas Hobson                               | britischer Kurier                                                    |       |       |
| 3. Januar  | Michelangelo Galilei                        | italienischer Komponist des Barock                                   | 55    |       |
| 3. Januar  | Johanna von Pernstein                       | böhmische Adlige, Hofdame und durch Heirat Herzogin von Villahermosa |       |       |
| 3. Januar  | Semuel da Silva                             | portugiesischer Arzt, Autor und Übersetzer                           |       |       |
| 17. Januar | Sophie von Braunschweig-Lüneburg            | Gräfin von Henneberg                                                 | 89    |       |
| 20. Januar | Jakob Matham                                | niederländischer Kupferstecher                                       | 59    |       |
| 20. Januar | Johann Zobel                                | hessen-kasselischer Rat, Bremer Bürgermeister, dänischer Diplomat    |       |       |
| 26. Januar | Ludwig Friedrich                            | Herzog von Württemberg-Mömpelgard                                    | 44    |       |
| 27. Januar | Jürgen Schrötteringk                        | deutscher Kaufmann und Hamburger Oberalter                           |       |       |
| 30. Januar | Sophia Hedwig von Braunschweig-Wolfenbüttel | Herzogin von Pommern-Wolgast                                         | 69    |       |

## Februar
| Tag         | Name             | Beruf, bekannt als                                                 | Alter | Beleg |
| ----------- | ---------------- | ------------------------------------------------------------------ | ----- | ----- |
| 5. Februar  | Xenija Schestowa | Mutter des ersten Romanow-Zaren Michail Fjodorowitsch              | 70    |       |
| 12. Februar | Peter Gröning    | Bürgermeister von Stargard und Stifter des Gröningschen Gymnasiums |       |       |
| 16. Februar | Thomas von Ramm  | Bürgermeister von Riga und Vizepräsident des Hofgerichts in Dorpat |       |       |

## März
| Tag      | Name                      | Beruf, bekannt als                             | Alter | Beleg |
| -------- | ------------------------- | ---------------------------------------------- | ----- | ----- |
| 4. März  | Bénédict Turrettini       | Schweizer reformierter Theologe                | 42    |       |
| 13. März | Hildebrand Giseler Rumann | deutscher Jurist und braunschweigischer Hofrat |       |       |
| 20. März | Dorte Hilleke             | Angeklagte in den Mendener Hexenprozessen      |       |       |
| 25. März | Jakob Varmeier            | deutscher Jurist, Mathematiker und Astronom    |       |       |
| 28. März | Juan van der Hamen y León | spanischer Maler                               |       |       |
| 31. März | John Donne                | englischer Schriftsteller                      | 59    |       |

## April
| Tag       | Name                                                    | Beruf, bekannt als                                                      | Alter | Beleg |
| --------- | ------------------------------------------------------- | ----------------------------------------------------------------------- | ----- | ----- |
| 2. April  | Nicolò Contarini                                        | venezianischer Politiker, der 97. Doge der Republik Venedig (1630–1631) | 77    |       |
| 3. April  | Philipp Dulichius                                       | deutscher Komponist                                                     | 68    |       |
| 11. April | Jeremias Sutel                                          | deutscher Bildhauer                                                     |       |       |
| 15. April | Paolo Spada                                             | italienischer Kaufmann                                                  | 89    |       |
| 23. April | Francesco Maria II. della Rovere                        | Herzog von Urbino                                                       | 82    |       |
| 30. April | Wolfgang II. zu Castell-Remlingen                       | deutscher Landesherr                                                    | 72    |       |
| 30. April | Johannes Gelenius                                       | Kölner Historiograph                                                    | 45    |       |
| 30. April | Louise-Marguerite de Lorraine-Guise, princesse de Conti | französische Autorin und durch Heirat Fürstin von Conti                 |       |       |

## Mai
| Tag     | Name                                  | Beruf, bekannt als                                      | Alter | Beleg |
| ------- | ------------------------------------- | ------------------------------------------------------- | ----- | ----- |
| 3. Mai  | Thomas von Olera                      | italienischer Kapuziner                                 |       |       |
| 6. Mai  | Robert Bruce Cotton                   | englischer Politiker und Gründer der Cotton library     | 60    |       |
| 14. Mai | Mervyn Tuchet, 2. Earl of Castlehaven | britischer Adliger                                      |       |       |
| 20. Mai | Dietrich von Falkenberg               | schwedischer Oberst und Militärkommandant von Magdeburg |       |       |

## Juni
| Tag      | Name                | Beruf, bekannt als                                              | Alter | Beleg |
| -------- | ------------------- | --------------------------------------------------------------- | ----- | ----- |
| 17. Juni | Mumtaz Mahal        | Frau von Shah Jahan; ihr zu Ehren wurde der Taj Mahal errichtet | 38    |       |
| 21. Juni | John Smith          | englischer Soldat und Gründer von Jamestown                     |       |       |
| 26. Juni | Justinus von Nassau | niederländischer Admiral                                        |       |       |

## Juli
| Tag      | Name                              | Beruf, bekannt als                                              | Alter | Beleg |
| -------- | --------------------------------- | --------------------------------------------------------------- | ----- | ----- |
| 2. Juli  | Dario Castello                    | italienischer Komponist                                         | 28    |       |
| 3. Juli  | Paul Helmreich                    | deutscher Theologe und Geistlicher                              |       |       |
| 10. Juli | Constanze von Österreich          | Königin von Polen und Schweden                                  | 42    |       |
| 10. Juli | Wratislaw I. von Fürstenberg      | Offizier und Reichshofratspräsident                             | 47    |       |
| 16. Juli | Philipp Adolf von Ehrenberg       | Fürstbischof von Würzburg                                       | 47    |       |
| 19. Juli | Cesare Cremonini                  | italienischer Naturphilosoph und Hochschullehrer                | 80    |       |
| 25. Juli | Johannes Klein                    | deutscher evangelisch-lutherischer Theologe und Hochschullehrer | 26    |       |
| 26. Juli | Vratislav Eusebius von Pernstein  | mährischer Adliger                                              |       |       |
| 27. Juli | Gebhard Johann I. von Alvensleben | Gutsherr                                                        | 54    |       |
| 28. Juli | Guillén de Castro                 | spanischer Dramatiker                                           | 61    |       |

## August
| Tag        | Name                                    | Beruf, bekannt als                                                                | Alter | Beleg |
| ---------- | --------------------------------------- | --------------------------------------------------------------------------------- | ----- | ----- |
| 2. August  | Johann von Bodeck                       | niederländisch-deutscher Bankier                                                  | 75    |       |
| 5. August  | Johann Rentzel der Jüngere              | deutscher Jurist zu Dresden und Leipzig                                           | 61    |       |
| 8. August  | Konstantinas Sirvydas                   | litauischer Autor und Lexikograph                                                 |       |       |
| 14. August | Henneke von Essen                       | Bürgermeister in Arnsberg, Opfer eines Hexenprozesses                             |       |       |
| 18. August | Hans Bernd von Botzheim                 | sächsisch-weimarischer Hofbeamter                                                 |       |       |
| 21. August | Matija Divković                         | bosnischer Franziskaner und Schriftsteller                                        |       |       |
| 21. August | Justus Reifenberg                       | deutscher Rechtswissenschaftler und Hochschullehrer                               |       |       |
| 30. August | Carlo II. Gonzaga                       | Regent                                                                            | 21    |       |
| August     | Charlotte Brabantina von Oranien-Nassau | Prinzessin von Oranien-Nassau, durch Heirat Herzogin von La Trémoille und Thouars | 50    |       |

## September
| Tag           | Name                                 | Beruf, bekannt als                                                     | Alter | Beleg |
| ------------- | ------------------------------------ | ---------------------------------------------------------------------- | ----- | ----- |
| 10. September | Volrad von Plesse                    | kurpfälzischer Geheimer Rat und Staatsminister                         | 71    |       |
| 15. September | Gottlieb Aenetius                    | deutscher Physiker                                                     | 57    |       |
| 17. September | Dietrich Ottmar von Erwitte          | kurbayerischer Generalwachtmeister während des Dreißigjährigen Krieges |       |       |
| 18. September | Dorothea von Pfalz-Simmern           | Fürstin von Anhalt-Dessau                                              | 50    |       |
| 19. September | Adolf von Schleswig-Holstein-Gottorf | zweiter Sohn des regierenden Herzogs Johann Adolf                      | 31    |       |
| 21. September | Joachim Zollikofer                   | Schweizer Bürgermeister                                                | 84    |       |
| 22. September | Federico Borromeo                    | Kardinal der römisch-katholischen Kirche                               | 67    |       |
| 22. September | Heinrich Compenius der Jüngere       | deutscher Orgelbauer                                                   |       |       |

## Oktober
| Tag         | Name                          | Beruf, bekannt als                                                                                        | Alter | Beleg |
| ----------- | ----------------------------- | --- | ----- | ----- |
| 3. Oktober  | Sophie von Mecklenburg        | Gemahlin von König Friedrich II. von Dänemark, Herzogin von Mecklenburg, Königin in Dänemark und Norwegen | 74    |       |
| 5. Oktober  | Simon Gedik                   | deutscher Theologe                                                                                        | 79    |       |
| 7. Oktober  | Johann Heinrich Dürfeld       | fürstlich schwarzburgischer Rat und Lehnsverweser                                                         | 68    |       |
| 10. Oktober | Johann Velius                 | deutscher lutherischer Theologe                                                                           | 86    |       |
| 16. Oktober | Georg Gloger                  | deutscher Dichter des Barock                                                                              |       |       |
| 20. Oktober | Michael Mästlin               | deutscher Mathematiker und Astronom                                                                       | 81    |       |
| 21. Oktober | Pedro de Zúñiga y de la Cueva | spanischer Botschafter im Vereinigten Königreich                                                          |       |       |
| 26. Oktober | Lewis Bayly                   | anglikanischer Theologe und Bischof                                                                       |       |       |

## November
| Tag          | Name                           | Beruf, bekannt als                                                | Alter | Beleg |
| ------------ | ------------------------------ | ----------------------------------------------------------------- | ----- | ----- |
| 1. November  | Maria Magdalena von Österreich | Erzherzogin von Österreich, durch Heirat Großherzogin von Toskana | 44    |       |
| 5. November  | Johann Liss                    | deutscher Maler                                                   |       |       |
| 6. November  | Heinrich Gröninger             | deutscher Bildhauer                                               |       |       |
| 9. November  | Johannes Arnoldi               | deutscher Jesuit und Märtyrer                                     | 35    |       |
| 15. November | Ägidius von der Lancken        | herzoglich holstein-gottorpscher Rat und Beamter                  | 51    |       |
| 30. November | Jacob de Bondt                 | niederländischer Arzt                                             |       |       |
| November     | Eberhard Kieser                | deutscher Kupferstecher und Verleger                              | 47    |       |

## Dezember
| Tag          | Name                     | Beruf, bekannt als                                         | Alter | Beleg |
| ------------ | ------------------------ | ---------------------------------------------------------- | ----- | ----- |
| 2. Dezember  | Dorothea von Reuß-Plauen | deutsche Adlige                                            | 61    |       |
| 5. Dezember  | Johann Bacmeister        | deutscher Mediziner, Hochschulrektor und Leibarzt          | 67    |       |
| 5. Dezember  | Tommaso Caracciolo       | italienischer Feldmarschall                                | 59    |       |
| 9. Dezember  | Liborius Wagner          | katholischer Priester; wurde 1974 seliggesprochen          | 38    |       |
| 12. Dezember | Johannes Hartmann        | deutscher Mathematiker, Logiker, Chemiker und Arzt         | 63    |       |
| 12. Dezember | Tobias Steinmann         | deutscher Buchdrucker und Ratsherr in Jena                 |       |       |
| 16. Dezember | Georg V.                 | Graf                                                       | 66    |       |
| 16. Dezember | Johann Günther II.       | Graf von Schwarzburg-Sondershausen                         | 54    |       |
| 19. Dezember | Tobias Lotter            | deutscher lutherischer Geistlicher und Theologe            | 63    |       |
| 20. Dezember | Thomas Mansel            | walisischer Adliger und Politiker                          |       |       |
| 23. Dezember | Michael Drayton          | englischer Dichter                                         |       |       |
| 25. Dezember | Johann Avenarius II.     | deutscher Rechtswissenschaftler                            |       |       |
| 28. Dezember | Leonhard von Elver       | deutscher Jurist und Bürgermeister der Hansestadt Lüneburg | 67    |       |
| 30. Dezember | Friedrich Achilles       | Herzog von Württemberg                                     | 40    |       |

## Datum unbekannt
| Tag | Name                                 | Beruf, bekannt als                                                   | Alter | Beleg |
| --- | ------------------------------------ | -------------------------------------------------------------------- | ----- | ----- |
|     | Adam Baldauf                         | österreichischer Bildhauer                                           |       |       |
|     | Murad Bey                            | erster erblicher Bey von Tunis                                       |       |       |
|     | Diego Carrillo de Mendoza y Pimentel | Vizekönig von Aragón und Neuspanien                                  |       |       |
|     | Gabriel Dreer                        | deutscher Maler und Zeichner                                         |       |       |
|     | Samuel Edels                         | Rabbiner und Talmudist                                               |       |       |
|     | Giacomo Finetti                      | italienischer Komponist des Frühbarock                               |       |       |
|     | Hemavijaya                           | Jaina-Mönch und Dichter                                              |       |       |
|     | Johannes Schoch                      | deutscher Renaissancebaumeister                                      |       |       |
|     | Gregorius Sickinger                  | Schweizer Maler, Zeichner, Formschneider, Radierer und Kupferstecher |       |       |
|     | Anna Katharina Spee                  | Opfer eines Hexenprozesses in Erpel                                  |       |       |
|     | Christoph Strauss                    | österreichischer Komponist und Organist                              |       |       |
|     | Magnus Tieffenbrucker                | deutscher Lauten- und Violenbauer in Venedig                         |       |       |